# Тивоизация
Тивоизация (от англ. Tivoization) — практика создания аппаратно-программных систем, у которых ПО имеет копилефт-лицензию, но аппаратное обеспечение не даёт запускать модифицированную версию ПО (например, с помощью цифровой подписи). Тивоизация тесно связана с известным приёмом производителей цифровой техники — делать дешёвые и дорогие модели одного и того же устройства, различающиеся лишь программно, а также с техническими средствами защиты авторских прав контента на тивоизированном устройстве, которые в случае со свободной прошивкой обойти легче.
Название происходит от цифрового видеоплеера TiVo, который управляется операционной системой на ядре Linux. Стоит заметить, что лицензия GNU GPL версии 2, под которой создаётся ядро, не требует, чтобы устройство поддерживало изменённые версии программы. Одна из целей GPLv3 — закрыть подобную лазейку, то есть пресечь тивоизацию. Поскольку существуют критические устройства наподобие медицинского оборудования и автоматов для голосования, лицензия GPLv3 запрещает тивоизацию только для товаров народного потребления. Согласно тексту GPLv3,

Некоторые устройства спроектированы так, чтобы запретить пользователю установку или запуск изменённых версий ПО, хотя производитель может это делать. Это абсолютно несовместимо с нашей целью — защитой пользовательских прав изменять ПО. Подобные злоупотребления систематически происходят в сфере продуктов индивидуального использования, в которой это особенно неприемлемо. Именно поэтому мы разработали данную версию GPL, чтобы запретить подобную практику на этом рынке. Если подобные проблемы возникнут в других областях, мы ради защиты свободы пользователей готовы расширить действие лицензии на эти новые области в будущих версиях GPL.

## Примеры тивоизированных устройств
| Устройство        | Причина/примечания |
| ----------------- | --- |
| iPhone            | Защита от копирования программ, распространяемых через App Store. |
| Ноутбук OLPC XO-1 | Чтобы работала возможность установки нового ПО, требуется отключить проверку с помощью «ключа разработчика», который приходит лишь через несколько дней. Утверждается, что всё это позволяет бороться с коррупцией на местах, когда ноутбуки присваиваются, а не раздаются детям. |

## GPLv3
Одной из целей лицензии GPL Version 3 является попытка упразднить тивоизацию. Согласно высказыванию Эбена Моглена, «лицензия должна исключить технические средства обхода её условий, так же чётко, как она исключает юридические пути обхода условий, включённых в неё.»
Во втором черновике GPLv3 была предпринята попытка разъяснить это. Тем не менее, некоторые разработчики ядра Linux считали, что  GPLv3 по-прежнему может запрещать использование цифровых подписей в благих целях.